# Miguel Hernández González
Miguel Hernández González (San Julián, Jalisco; 3 de agosto de 1878 - Villa de Guadalupe, Ciudad de México; 29 de noviembre de 1934) fue un militar y político mexicano que participó en la Revolución mexicana y en la Guerra Cristera. Alcanzó el grado de coronel en la División del Norte y el de general brigadier en el Ejército Cristero.

## Primeros años
Hijo de campesinos católicos devotos. Realizó sus estudios básicos en la escuela local de su comunidad. En su juventud, se dedicó por un tiempo al comercio, pero más adelante decidió hacer carrera en el ejército.

## Carrera militar
Tomó parte en la Revolución mexicana combatiendo al norte del país en la División del Norte, donde alcanzó el rango de coronel. Tras la derrota de Pancho Villa, se unió al bando de Álvaro Obregón. Regresó a San Julián en 1923, donde fue elegido como presidente municipal.

### Conformación del Regimiento de San Julián
El Regimiento de San Julián estaba conformado por 4 batallones: El de Jalpa de Cánovas, al mando del coronel Víctor López Díaz; San Diego de Alejandría, al mando del coronel Toribio Valadez; El de San Miguel el Alto, también conocido como "Los Dragones del Catorce", al mando del coronel Victoriano Ramírez; y el de San Julián, dirigido por Hernández. 

### Guerra Cristera
Al promulgarse la Ley Calles en 1926, se levantó en armas el 1 de enero de 1927 en San Julián. Sus habilidades militares le valieron el nombramiento de General Brigadier de Caballería del Regimiento de San Julián por parte de René Capistrán Garza, entonces jefe supremo de las fuerzas armadas del movimiento cristero. Su pasado como revolucionario villista generó desconfianza y miedo entre los cristeros.
Participó y dirigió varios combates. Su victoria más destacada se produjo en marzo de 1927 en la Batalla de San Julián. Gracias a su oportuna intervención con la caballería, logró derrotar al 78° regimiento de caballería, infligiendo 200 bajas federales. Sin embargo, ese mismo mes fue derrotado por 2.000 federales en la Batalla de Cuquío. El ataque al tren militar de La Barca en 1927 endureció la guerra. El 25 de mayo, Hernández huyó a los Estados Unidos, pero regresó posteriormente para continuar la lucha utilizando la táctica de guerrillas.
En 1928, junto a los generales cristeros Enrique Gorostieta Velarde y Aristeo Pedroza, tomó la plaza de San Juan de los Lagos. Participó en el intento de tomar Guadalajara. Mientras José Reyes Vega atacaba un tren que iba de Poncitlán a Guadalajara, Hernández González y Lauro Rocha atacaron Juanacatlán. Allí se encontraron con un inesperado convoy militar encabezado por Manuel Orozco e Isidoro Vázquez, auxiliados por dos aviones del gobierno. En tanto, Quirino Navarro y Rosario de Orozco defendían Puente Grande. Dada la superioridad numérica del enemigo, no pudieron seguir hacia Guadalajara y se vieron obligados a huir de regreso a Los Altos. El 10 de julio, Hernández González fue emboscado, pero logró escapar tras rendirse.
Durante el juicio de Victoriano Ramírez, obedeció las instrucciones de Pedroza desarmando a "El 14". Al enterarse de la ejecución de Ramírez, visiblemente afectado, dejó de obedecer las órdenes de Pedroza y Gorostieta. Tras los arreglos, se amnistió en Lagos de Moreno en 1929.

## Muerte
En 1930 se casó con Eliza Padilla Muñoz, con quien tuvo una hija. Murió en Villa de Guadalupe (Ciudad de México) el 29 de noviembre de 1934, sus restos se trasladaron a las criptas de la Basílica donde hay un escrito titulado “Vasallos de Cristo Rey".

## En la cultura popular
Existe un corrido hablando de su intervención en la Batalla de San Julián, llamado "Corrido de los combatientes de San Julián" compuesto por Evaristo Soto Cruz y Alfredo Álcala Soto.